# Rajtopíky
Rajtopíky (1036 m n.p.m.) – szczyt górski w południowej części pasma górskiego Branisko we wschodniej Słowacji. W partiach szczytowych szereg wychodni skalnych, w nich niewielka jaskinia oraz oryginalna brama skalna.
Pod szczytem punkt widokowy, oferujący widok m.in. na Tatry. Przez szczyt przebiega zielono  znakowany szlak turystyczny ze szczytu Sľubica na przełęcz Branisko.